# Nordstrand IF
Nordstrand Idrettsforening (NIF) is een Noorse omnivereniging met handbal, skiën en voetbal als sportafdelingen, in de hoofdstad Oslo.

## Geschiedenis
Op 23 maart 1891 werd Skiklubben Freidig opgericht, en is daarmee een van de oudste sportverenigingen in Noorwegen. Op 24 februari 1919 volgde een samensmelting met Sportklubben Grane, de eerste winnaar van de Noorse beker in 1902, onder de naam Nordstrand IF. In 1949 sloot Sportklubben Nordhauk zich bij Nordstrand IF aan. Op 26 januari 2006 voltrok de fusie met Mercantile FK, in 1907 en 1912 als SFK Mercantile nog Noors bekerwinnaar.

## Erelijst
- SK Grane Nordstrand

Beker van Noorwegen
Winnaar: 1902
Finalist: 1903
- SFK Mercantile Oslo

Beker van Noorwegen
Winnaar: 1907, 1912
Finalist: 1913
- Freidig FK

Landskampioen
1948